# Solistka baleta
Solistka baleta (Солистка балета) è un film del 1947 diretto da Aleksandr Viktorovič Ivanovskij.